# Walker Kessler
Walker Ross Kessler (Atlanta, 26 luglio 2001) è un cestista statunitense, professionista nella NBA con gli Utah Jazz.

## Carriera
Dopo aver trascorso una stagione con i North Carolina Tar Heels e una con gli Auburn Tigers, nel 2022 si dichiara per il Draft NBA, venendo selezionato con la ventiduesima scelta assoluta dai Memphis Grizzlies e subito ceduto ai Minnesota Timberwolves.. Il 6 luglio 2022, due settimane dopo essere stato scelto, Kessler è stato ceduto insieme a Patrick Beverley, Jarred Vanderbilt, Leandro Bolmaro, Malik Beasley, quattro future scelte del primo turno e uno scambio di scelte con gli Utah Jazz in cambio di Rudy Gobert. Il 9 luglio, Kessler ha firmato il suo contratto da rookie con i Jazz.

## Statistiche

### NCAA
| Anno      | Squadra             | PG | PT | MP   | TC%  | 3P%  | TL%  | RP  | AP  | PRP | SP  | PP   |
| --------- | ------------------- | -- | -- | ---- | ---- | ---- | ---- | --- | --- | --- | --- | ---- |
| 2020-2021 | N. Carol. Tar Heels | 29 | 0  | 8,7  | 57,8 | 25,0 | 53,7 | 3,2 | 0,3 | 0,5 | 0,9 | 4,4  |
| 2021-2022 | Auburn Tigers       | 34 | 34 | 25,7 | 60,8 | 20,0 | 59,6 | 8,1 | 0,9 | 1,1 | 4,6 | 11,4 |
| Carriera  | Carriera            | 63 | 34 | 17,9 | 60,1 | 20,4 | 57,7 | 5,8 | 0,6 | 0,8 | 2,9 | 8,2  |

#### Massimi in carriera
- Massimo di punti: 22 vs Vanderbilt (16 febbraio 2022)[5]
- Massimo di rimbalzi: 19 vs Arkansas (8 febbraio 2022)
- Massimo di assist: 4 vs Tennessee (26 febbraio 2022)
- Massimo di palle rubate: 5 vs Nebraska-Lincoln (11 dicembre 2021)
- Massimo di stoppate: 12 vs Texas A&M (12 febbraio 2022)
- Massimo di minuti giocati: 33 vs Arkansas (8 febbraio 2022)

### NBA

#### Regular Season
| Anno      | Squadra   | PG  | PT  | MP   | TC%  | 3P%  | TL%  | RP   | AP  | PRP | SP  | PP   |
| --------- | --------- | --- | --- | ---- | ---- | ---- | ---- | ---- | --- | --- | --- | ---- |
| 2022-2023 | Utah Jazz | 74  | 40  | 23,0 | 72,0 | 33,3 | 51,6 | 8,4  | 0,9 | 0,4 | 2,3 | 9,2  |
| 2023-2024 | Utah Jazz | 64  | 22  | 23,3 | 65,4 | 21,1 | 60,2 | 7,5  | 0,9 | 0,5 | 2,4 | 8,1  |
| 2024-2025 | Utah Jazz | 58  | 58  | 30,0 | 66,3 | 17,6 | 52,0 | 12,2 | 1,7 | 0,6 | 2,4 | 11,1 |
| Carriera  | Carriera  | 196 | 120 | 25,2 | 68,0 | 19,6 | 53,7 | 9,2  | 1,2 | 0,5 | 2,4 | 9,4  |

#### Massimi in carriera
- Massimo di punti: 31 vs Sacramento Kings (25 marzo 2023)[6]
- Massimo di rimbalzi: 21 vs Minnesota Timberwolves (16 gennaio 2023)
- Massimo di assist: 4 (2 volte)
- Massimo di palle rubate: 2 (4 volte)
- Massimo di stoppate: 7 (4 volte)
- Massimo di minuti giocati: 37 vs Oklahoma City Thunder (23 febbraio 2023)

## Palmarès

### Individuale

#### High School
- McDonald's All-American (2020)

#### NCAA
- Naismith Defensive Player of the Year (2022)
- NABC Defensive Player of the Year (2022)

#### NBA
- NBA All-Rookie First Team (2023)